# إدوارد أ. رايس جونيور
إدوارد أ. رايس جونيور (بالإنجليزية: Edward A. Rice, Jr.) هو ضابط أمريكي، ولد في 1955 في ألباكركي في الولايات المتحدة.